# Euclid (logiciel)
Euclid est un logiciel de CAO 3D, initié et développé en Fortran par Dr Jean-Marc Brun  au CNRS à la fin des années 1960 puis industrialisé par la société Datavision qu'il fonde avec Alain Nicolaïdis  et Michel Théron  en janvier 1979.
Rachetée par Matra en octobre 1980, la société Matra-Datavision développe alors le logiciel Euclid puis Euclid-IS puis Euclid-Quantum avec son nouveau moteur géométrique Cascade.
Euclid devient notamment le logiciel de CAO principal de Renault dans les années 1980.
A l'issue de près de 30 années de développements industriels, les travaux logiciels s'arrêtent en 1998 par le rachat du logiciel par Dassault Systèmes.